# Euphorbia eylesii
Euphorbia eylesii es una especie fanerógama perteneciente a la familia de las euforbiáceas.  Es originaria de   Zimbabue, Botsuana, Caprivi y Namibia.

## Descripción
Es una planta perenne con un rizoma leñoso, tallos numerosos, procumbentes, de 15-50 cm de largo, delgados, ramificados dicotómicamente, no espinosos, lámina foliar de 30 (50) x 3 mm (3.5) y lineal.

## Ecología
Se encuentra en los bosques caducifolios de la Cuenca del Kalahari, a una altitud de 300-1250 metros, donde es una especie bastante común.
Es una especie fácil de confundir con Euphorbia neopolycnemoides.

## Taxonomía
Euphorbia eylesii fue descrita por Alfred Barton Rendle y publicado en Journal of Botany, British and Foreign 43: 52. 1905.
Etimología
Euphorbia: nombre genérico que deriva del médico griego del rey Juba II de Mauritania (52 a 50 a. C. - 23), Euphorbus, en su honor – o en alusión a su gran vientre –  ya que usaba médicamente Euphorbia resinifera. En 1753 Carlos Linneo asignó el nombre a todo el género.
eylesii: epíteto otorgado en honor del botánico inglés, Frederick Eyles (1864-1937), que realizó numerosas colectas en la actual Zimbabue.
Sinonimia
- Chamaesyce eylesii (Rendle) Koutnik
- Euphorbia leshumensis N.E.Br.[7][1]